# Danh sách nhà thơ tiếng Ý
 Đây là danh sách các nhà thơ tiếng Ý (hoặc phương ngữ địa phương Ý).
Đây là một danh sách chưa hoàn tất, và có thể sẽ không bao giờ thỏa mãn yêu cầu hoàn tất. Bạn có thể đóng góp bằng cách mở rộng nó bằng các thông tin đáng tin cậy.

## A
- Antonio Abati
- Luigi Alamanni
- Aleardo Aleardi
- Dante Alighieri
- Cecco Angiolieri
- Gabriele D'Annunzio
- Ludovico Ariosto
- Francis of Assisi

## B
- Nanni Balestrini
- Dario Bellezza
- Giuseppe Gioacchino Belli (Phương ngữ Roma)
- Attilio Bertolucci
- Carlo Betocchi
- Alberta Bigagli
- Giovanni Boccaccio
- Maria Alinda Bonacci Brunamonti
- Carlo Bordini
- Franco Buffoni
- Michelangelo Buonarroti
- Helle Busacca
- Ignazio Buttitta (nhà toán học) (Tiếng Sicily)
- Paolo Buzzi

## C
- Dino Campana
- Giorgio Caproni
- Giosuè Carducci
- Guido Cavalcanti
- Roberto Carifi
- Gabriello Chiabrera
- Compagnetto da Prato

## D
- Cielo d'Alcamo
- Antonio De Santis (Tiếng Ý và phương ngữ Larino)
- Milo de Angelis
- Fabrizio De André
- Eugenio De Signoribus

## E
- Muzi Epifani

## F
- Alba Florio
- Franco Fortini
- Ugo Foscolo

## G
- Alfonso Gatto
- Giuseppe Giusti
- Corrado Govoni
- Guido Gozzano
- Lionello Grifo
- Giovanni Battista Guarini
- Amalia Guglielminetti
- Margherita Guidacci
- Guido Guinizzelli

## I
- Gianni Ianuale

## L
- Giacomo da Lentini
- Jacopo da Leona
- Giacomo Leopardi
- Mario Luzi
- Menotti Lerro
- Franco Loi

## N
- Giampiero Neri

## M
- Lorenzo il Magnifico (quốc vương của Firenze)
- Valerio Magrelli
- Alessandro Manzoni
- Filippo Tommaso Marinetti
- Giambattista Marino
- Alda Merini
- Metastasio (Pietro Trapassi)
- Grazyna Miller
- Eugenio Montale (Giải Nobel văn học, 1975)
- Vincenzo Monti
- Marino Moretti
- Maurizio Moro

## P
- Elio Pagliarani
- Aldo Palazzeschi
- Giuseppe Parini
- Giovanni Pascoli
- Pier Paolo Pasolini
- Nicoletta Pasquale
- Cesare Pavese
- Francesco Petrarca (Petrarch)
- Assunta Pieralli
- Poliziano (Angelo Ambrogini)
- Lorenzo Da Ponte
- Antonio Porta (tác giả)
- Carlo Porta
- Antonia Pozzi
- Ezra Pound (Tiếng Ý, tiếng Anh, và các ngôn ngữ khác)
- Luigi Pulci (1432–84)

## Q
- Salvatore Quasimodo

## R
- Giovanni Raboni
- Clemente Rebora
- Amelia Rosselli
- Gabriele Rossetti
- Tiziano Rossi

## S
- Umberto Saba
- Giulio Salvadori
- Edoardo Sanguineti
- Leonardo Sinisgalli
- Maria Luisa Spaziani

## T
- Rosa Taddei[1]
- Torquato Tasso
- Laura Terracina
- Giovanni Testori
- Jacopone da Todi
- Trilussa (Carlo Alberto Salustri) (Phương ngữ Roma)
- Theodor Daubler

## U
- Giuseppe Ungaretti

## V
- Diego Valeri
- Emilio Villa

## Z
- Andrea Zanzotto

## Xem Thêm
- Danh sách nhà văn Ý